# Pouf

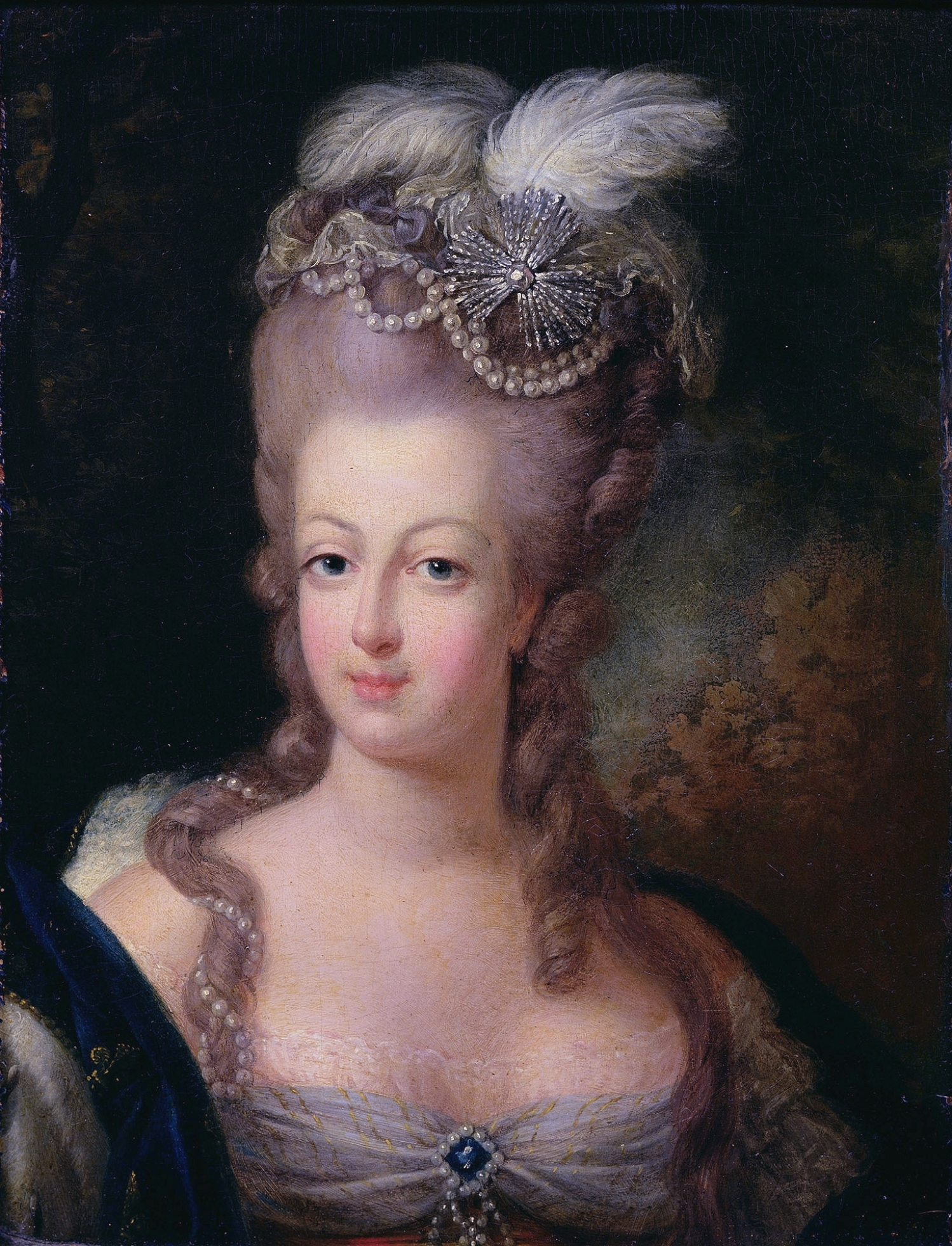
Marie-Antoinette friserad i pouf av Léonard Autié, 1775 - Musée Antoine Lécuyer.

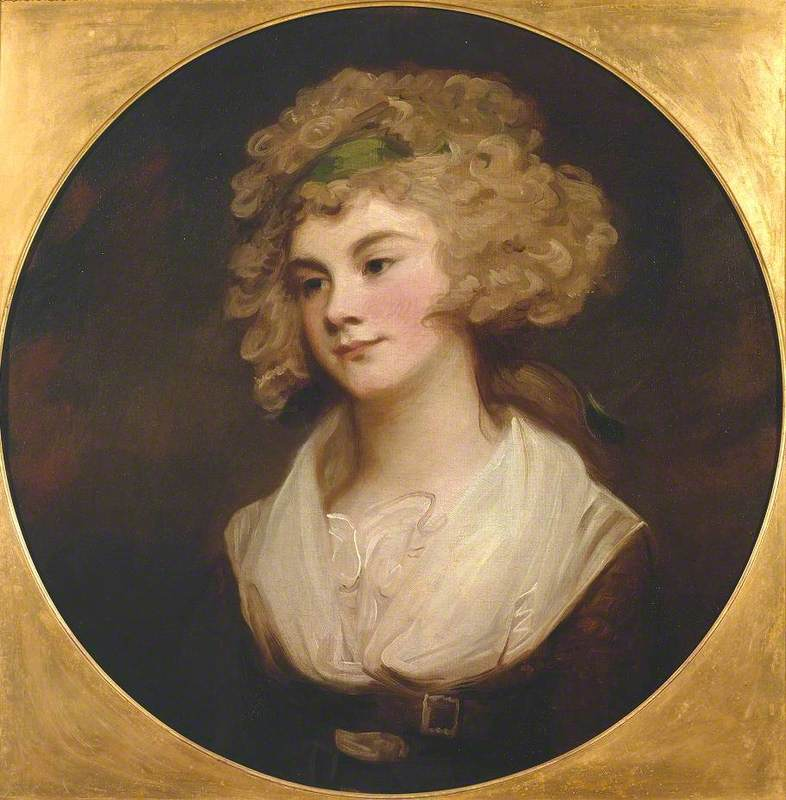
Pouf blev under 1780-talet bred istället för hög.

Pouf eller pouffe, även kallad "toque" (bokstavligen "en tjock kudde"), var ett historiskt frisyrmode för kvinnor populärt under 1770- och 80-talen. Den bestod av ett högt uppsatt och pudrat hår, ofta dekorerat med olika ornament.  
Detta mode blev populärt bland kvinnor i Frankrike sedan det burits av drottning Marie-Antoinette vid hennes make Ludvig XVI:s kröning i juni 1775, och spred sig sedan ut över det övriga Europa.  Denna frisyr har inom populärhistoria kommit att associeras med 1700-talets mode.  Hårmodet återupplivades i viss mån med den under 1960-talet moderna svinryggen. 

## Historia
Frankrike var under 1700-talet Europas främsta modenation. Hårmodet hade sedan fontangen föll ur modet på 1720-talet varit relativt enkelt och slätt för båda könen, men under 1760-talet kunde en viss höjning av hårmodet förmärkas, som kom att fullbordas under 1770-talet. Vid Ludvig XVI:s tronbestigning 1774 blev hans gemål drottning Marie Antoinette modets ledande gestalt.  Från att tidigare ha varit relativt ointresserad av mode, kom hon att få ett stort intresse för det efter att hon blev drottning. De ledande frisyrkonstnärerna var Marie Antoinettes personliga frisör Léonard Autié och hennes designer Rose Bertin, som också fick en betydande konkurrens av sin huvudrival, Le Sieur Beaulard.
Frisyren skapades genom att man placerade en stoppad kudde på huvudet och sedan byggde upp hår och löshår ovanpå kudden. Peruker kunde också användas och blev allt vanligare när håret var riktigt högt. 
Modet omnämns vid hovet vintern 1773-74, när Léonard Autié hade gjort det modernt att dekorera frisyren med puffar av gastyg i en frisyr kallad Ques aco  efter ett dialektalt uttryck från Provence.  Våren 1774 blev det sedan modernt med pouf aux sentiments, där denna puff hade dekorerats med symboler för dess ägares intressen, vilket kunde vara allt från blommor till fåglar och andra små föremål, något som naturligt ledde till att håret frisyren måste byggas ut för att få plats med föremålen.  Frisyrerna höjdes till verkliga "torn" under året 1775, och fjädrar och plymer var så obligatoriska som dekoration att den franska plymindustrin rapporterades ha växt avsevärt och satiriska pamfletter spreds som förlöjligade modet.  Konstgjorda blommor uppfanns också vid samma tid för att dekorera håret med av Joseph Wengel, eftersom de naturliga blommorna snart vissnade. Marie Antoinette och Madame de Matignon beskrivs som ledande modeförebilder. 
Karikatyrerna av kvinnor som tvingades böja knä i sina vagnar för att få plats ska inte ha varit överdrifter: en incident inträffade i Paris i februari 1776, där Marie Antoinette skulle närvara vid en bal hos  hertiginnan av Chartres, men hennes frisyr var för hög för att kunna rymmas i hennes vagn, vilket innebar att endast halva frisyren kunde göras klar på slottet, och att hon sedan fick vänta utanför Chartres palats medan frisyren färdigställdes innan hon gick in.
I Sverige nämns att Augusta Löwenhielm bar sitt hår friserat i den nya poufstilen efter sin återkomst till Sverige från Dresden år 1776, och att den då snart bars av de övriga kvinnorna vid hovet.  En av de svenska kvinnor som främst väckte uppmärksamhet för detta mode var Elisabet Stegelman, gift med David Henrik Stierncrona, som året därpå ska ha väckt häpnad i societeten med den ovanliga höjden på sin dekorerade, vitpudrade frisyr, och som en tid ska ha betraktades som en förebild ifråga om detta mode i Sverige.
Modet började förenklas från 1778, då Marie Antoinette började föredra ett enklare mode, och efter 1780 var höga frisyrer inte längre modernt. Pouf var modernt hela 1780-talet ut, men friserades då inte längre på höjden, utan snarare som ett runt burr omkring huvudet; dessutom började man bära dem utan hårprydnader, och hatt blev istället modernt. Håret pudrades gradvis mindre och mindre allteftersom 1780-talet framskreds. 
När det nyantika modet blev modernt på 1790-talet, försvann även de vida pouffrisyrerna.
Även mansfrisyrerna påverkades av pouf-modet. Under 1770-talet blev även mäns frisyrer högt upppuffade på huvudet, och under 1780-talet blev det även för dem modernt med ett brett hårburr. Deras frisyrer följde kvinnomodet i en mer diskret version, och de bar heller aldrig hårprydnader. 

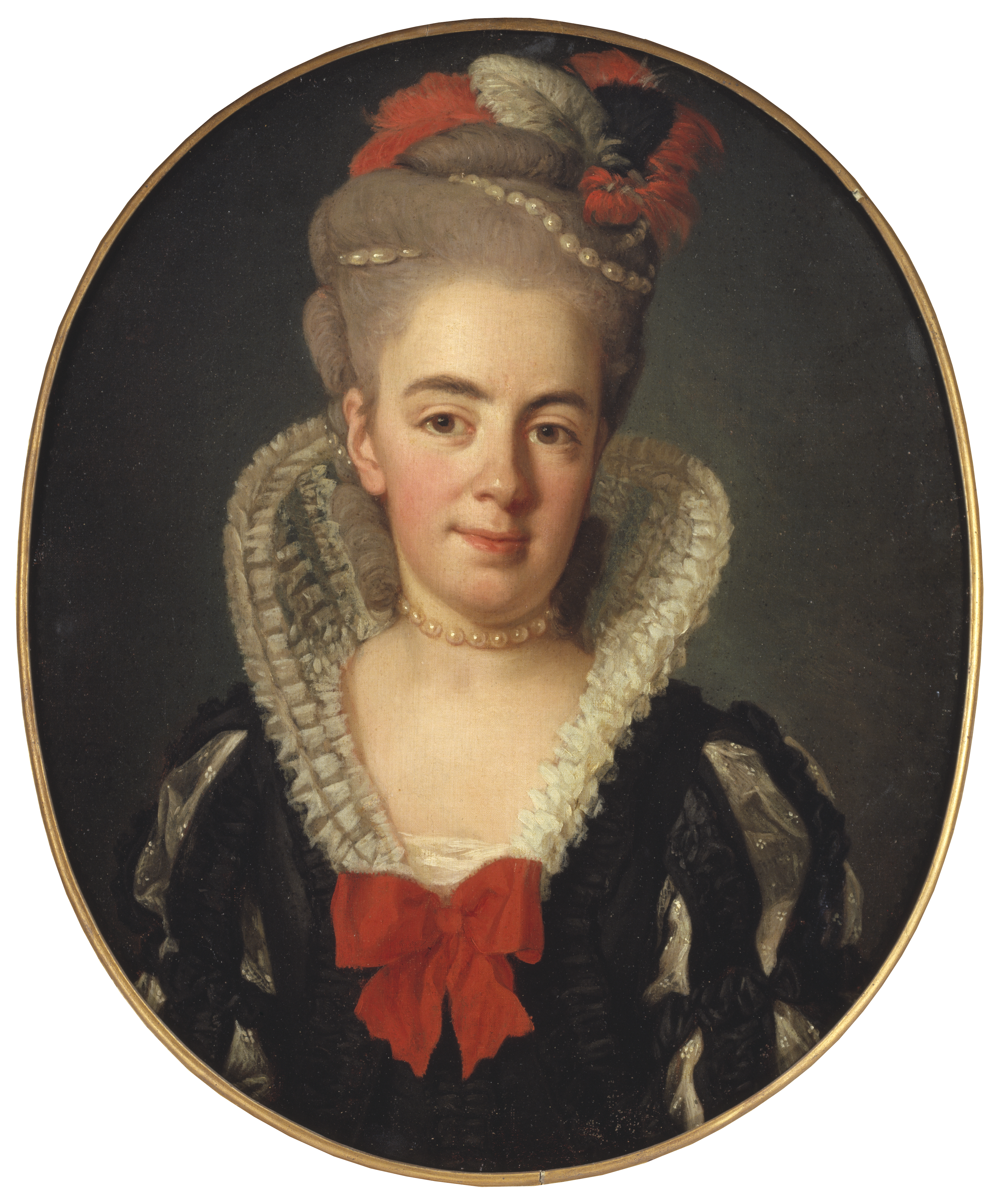
Anna Charlotta Stapelmohr, i pouf-frisyr.